# 로지나 로렌스

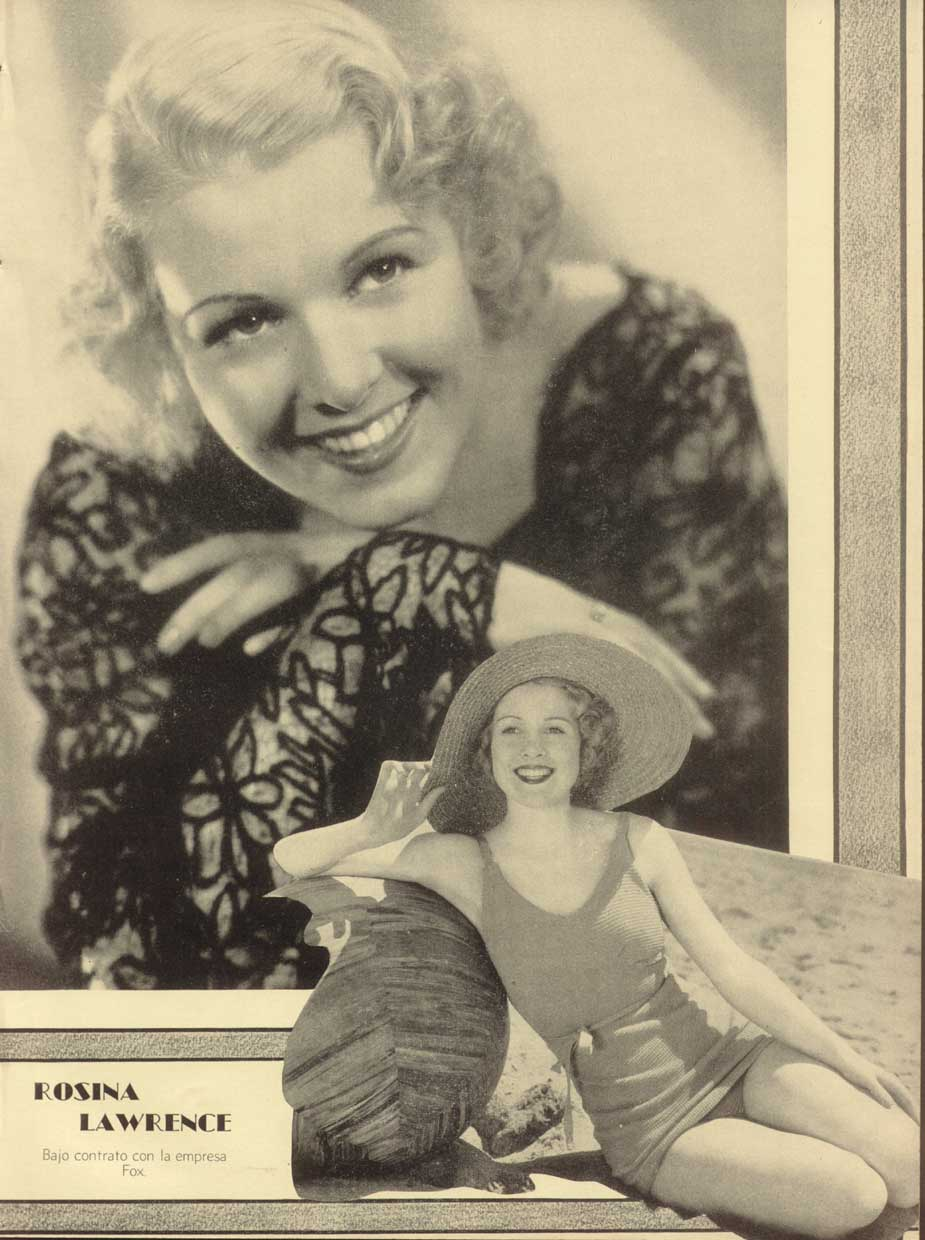

로지나 로렌스(Rosina Lawrence, 1912년 12월 30일 ~ 1997년 6월 23일)는 미국의 배우, 댄서, 영화배우이다.
뉴욕에서 사망하였다. 사인은 암이다.

## 영화
- 제너럴 스팬키 (1936년)
- 렉클리스 (1935년)
- 뮤직 이즈 매직 (1935년)
- 코네티컷 양키 (1931년)
- 파라마운트 온 퍼레이드 (1930년)
- 브로드웨이 (1929년)